# Minstrel in the Gallery
| Recensione       | Giudizio |
| ---------------- | -------- |
| AllMusic         |          |
| Progarchives     |          |
| George Starostin | [ 3 ]    |

Minstrel in the Gallery è l'ottavo album dei Jethro Tull, prodotto da Ian Anderson, leader del gruppo, nel 1975 per conto della Five Star Record Ltd. Nel 2002 è stato rimasterizzato in digitale dalla Abbey Road Studios.

## Descrizione
Registrato quasi integralmente servendosi della ormai storica Maison Rouge Mobile (improbabile mezzo di trasporto equipaggiato con uno studio trasportabile praticamente completo) in un viaggio interminabile dall'Inghilterra a Monaco in corrispondenza del tour in Europa occidentale, l'album fu pubblicato l'anno successivo ad un'altra importante suite prodotta dai Jethro Tull: War Child.
Rispetto alla precedente pubblicazione, Minstrel in the Gallery conferma la scelta del gruppo orientata verso le orchestrazioni, con l'integrazione fiati e viole nella costruzione del sound atmosferico di sfondo di ogni singolo brano. Continuando il paragone, è poi altrettanto importante evidenziare che in realtà la struttura del suono è uno dei pochi punti di tangenza tra Minstrel in the Gallery e War Child. Rispetto al secondo (di alcuni anni precedente in termini di registrazione), Minstrel in the Gallery propone una maggiore introspezione e liricità, soprattutto per quanto concerne i testi delle singole canzoni.
La versione definitiva dell'album fu suggellata dalla esecuzione in live area, presso una radio di Monte Carlo, della canzone che ha dato il titolo all'album (presente sul disco in due versioni: in "live area" e più propriamente "live"). Nello stesso concerto venne eseguita anche Cold Wind to Valhalla, presente anch'essa come traccia bonus sull'edizione rimasterizzata in cui i due brani sono stati accorciati. Le versioni complete sono disponibili nel bootleg Minstrels In The Red House.
A seguito di questo album, il bassista Jeffrey Hammond abbandonò il gruppo per restituirsi, anima e corpo, alla sua attività pre-Tulliana: la pittura.

## Copertina
Sulla copertina del disco è presente il quadro dal titolo Twelfth Night Revels in the Great Hall, Haddon Hall, Derbyshire (1838) del pittore britannico Joseph Nash.

## Tracce

### LP
Testi e musiche di Ian Anderson.
Lato A
1. Minstrel in the Gallery – 8:13
2. Cold Wind to Valhalla – 4:19
3. Black Satin Dancer – 6:52
4. Requiem – 3:45

Lato B
1. One White Duck / 010 = Nothing at All – 4:37
2. Baker St. Muse – 16:39
3. Grace – 0:50

### Minstrel in the Gallery - 40th Anniversary: La Grande Edition
Il 4 maggio 2015 venne pubblicato il box set Minstrel in the Gallery - 40th Anniversary: La Grande Edition. Il disco venne riproposto in un cofanetto comprendente 2 CD, 2 DVD e, separatamente, il vinile o il CD singolo, contenenti tutti i brani remixati da Steven Wilson, brani extra ed il concerto del luglio 1975, tenuto al Palais Des Sports di Parigi, mixato da Jakko Jakszyk
Disco 1  - Minstrel In The Gallery (A New Steven Wilson Stereo Remix)
1. Minstrel in the Gallery (2015 Steven Wilson remix)
2. Cold Wind to Valhalla (2015 Steven Wilson remix)
3. Black Satin Dancer (2015 Steven Wilson remix)
4. Requiem (2015 Steven Wilson remix)
5. One White Duck (2015 Steven Wilson remix)
6. Baker St. Muse (2015 Steven Wilson remix)
7. Baker St. Muse - Pig-Me And The Whore (2015 Steven Wilson remix)
8. Baker St. Muse - Nice Little Tune (2015 Steven Wilson remix)
9. Baker St. Muse - Crash-Barrier Waltzer (2015 Steven Wilson remix)
10. Baker St. Muse - Mother England Reverie (2015 Steven Wilson remix)
11. Grace (2015 Steven Wilson remix)
12. Summerday Sands (2015 Steven Wilson remix)
13. Requiem - Take 1 (2015 Steven Wilson remix)
14. One White Duck - Take 5 (2015 Steven Wilson remix)
15. Grace - Take 2 (2015 Steven Wilson remix)
16. Minstrel in the Gallery - BBC Version (2015 Steven Wilson remix)
17. Cold Wind to Valhalla - BBC Version (2015 Steven Wilson remix)
18. Aqualung - BBC Version (2015 Steven Wilson remix)

Disco 2 - Live at The Palais Des Sports, Paris, July 5, 1975 (A Jakko Jakszyk Stereo Mix)
1. Introduction (The Beach Part II)
2. Wind Up
3. Critique Oblique
4. Wond'ring Aloud
5. My God/a. Flute Solo Including: God Rest Ye Merry Gentlemen/Bouree/Quartet. b. Living In The Past. c. My God (Reprise)
6. Cross-Eyed Mary
7. Minstrel in the Gallery
8. Skating Away on the Thin Ice of the New Day
9. Bungle in the Jungle
10. Aqualung
11. Guitar Improvisation
12. Back-Door Angels
13. Locomotive Breath with improvisation and including Hard Headed English General and Back-Door Angels (Reprise)

DVD 1
1. Minstrel in the Gallery (5.1 Dts) - (Dolby Digital Surround Sound) - (96/24 Pcm Stereo) - (Original Master) - (Quadrophonic version 4.0)

DVD 2
1. Minstrel in the Gallery Live at The Palais Des Sports, Paris, July 5, 1975 (5.1 DTS Surround / Dolby Digital Surround / 96/24 LPCM Stereo)
2. An eight-minute film of the band performing Minstrel In The Gallery in Paris from July 1975

## Formazione
Gruppo
- Ian Anderson – voce, flauto traverso e chitarra folk
- Martin Barre – chitarra
- John Evan – organo e pianoforte
- Jeffrey Hammond – basso
- Barriemore Barlow – batteria

Altri musicisti
- David Palmer – arrangiamenti orchestrali e direttore d'orchestra
- Rita Eddowes - violino
- Elizabeth Edwards - violino
- Patrick Halling - violino
- Bridget Procter - violino
- Katharine Tullborn - violoncello

## Classifiche
| Classifica (1975) | Posizione massima |
| ----------------- | ----------------- |
| Australia         | 20                |
| Austria           | 7                 |
| Francia           | 15                |
| Germania          | 14                |
| Italia            | 20                |
| Norvegia          | 13                |
| Nuova Zelanda     | 23                |
| Regno Unito       | 20                |
| Stati Uniti       | 7                 |